# Eden Gardens
O Eden Gardens (bengali: ইডেন গার্ডেন্স) é um estádio de cricket da cidade de Calcutá, na Índia, é o maior estádio de cricket do país e um dos mais antigos do mundo, foi inaugurado em 1864, é a casa do Kolkata Knight Riders, time da Indian Premier League.
Atualmente, sua capacidade é de 66.949 após reformas para a Copa do Mundo de Críquete de 2011, mas já chegou a abrigar mais de 100 mil torcedores, é o terceiro maior estádio de cricket do mundo. O estádio se localiza no B. B. D. Bagh próximo à sede do governo local.